# Burkard Wilhelm Leist

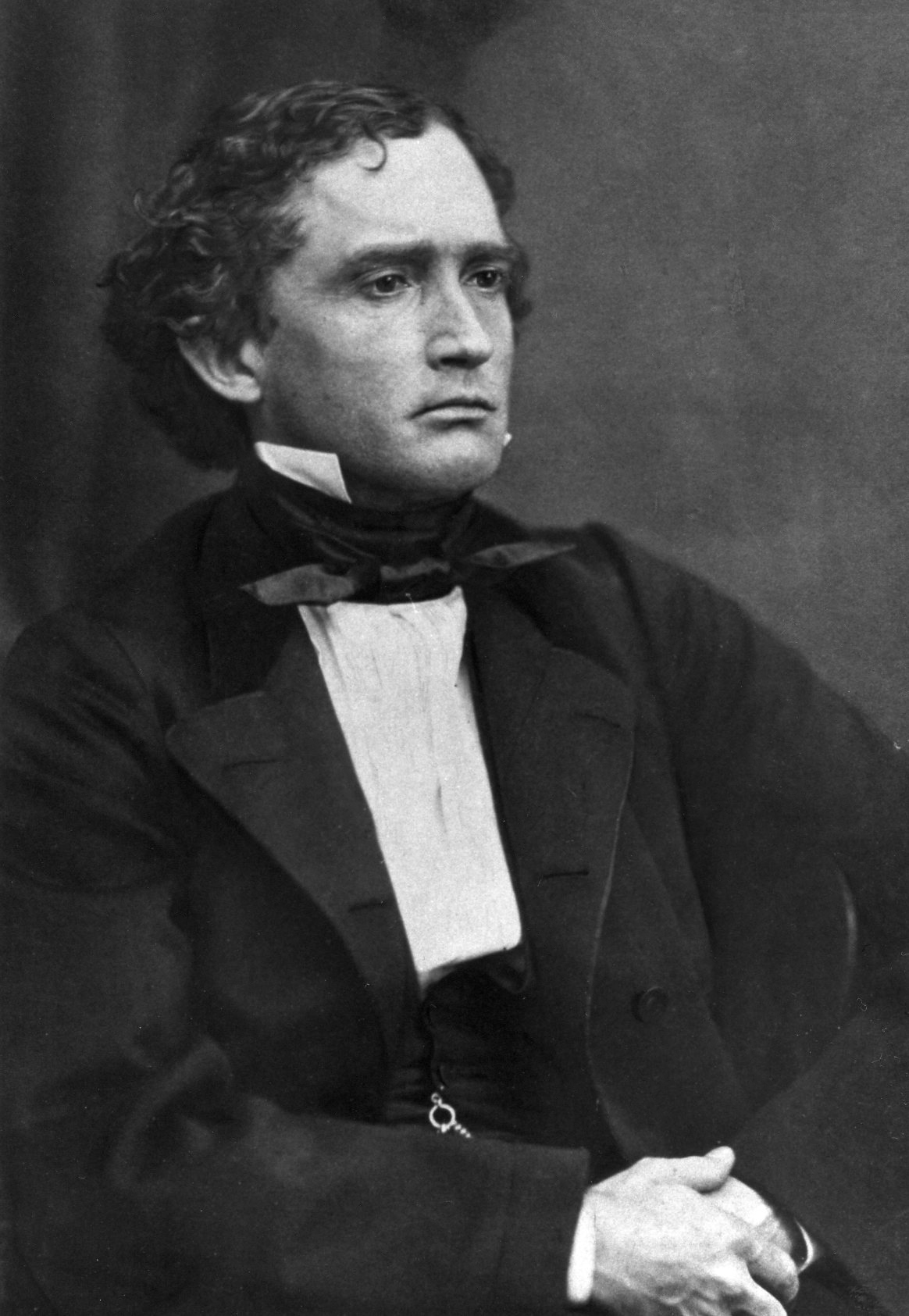
Burkard Wilhelm Leist

Burkard Wilhelm Leist (* 12. Juli 1819 in Westen/Aller; † 31. Dezember 1906 in Jena) war ein deutscher Rechtswissenschaftler.

## Leben
Burkard Wilhelm Leist war der Sohn von Friedrich Wilhelm Leist (1781–1820) und Henriette Leist, geb. Köring (1791–1874). Er wuchs in Braunschweig auf und studierte ab 1837 Rechtswissenschaft in Göttingen, Heidelberg und Berlin. Am meisten prägten ihn die Rechtshistoriker Gustav von Hugo (Göttingen) und Friedrich Carl von Savigny (Berlin). In Göttingen wurde Leist am 17. Mai 1841 zum Dr. jur. promoviert und habilitierte sich im Herbst 1842. 1846 wurde er zum ordentlichen Professor der juristischen Fakultät an der Universität Basel berufen. Im selben Jahr heiratete er Julie Müller (1826–1907), die Tochter des Göttinger Philologen und Archäologen Karl Otfried Müller (1797–1840) und der Pauline Müller, geb. Hugo (1804–1847). Zum 28. Oktober 1847 wechselte Leist an die Universität Rostock. 1853 ging er als Ordinarius an die Universität Jena, wo er fortan wirkte. In den Jahren 1861 und 1868 fungierte er als Rektor der Universität.
Burkard Wilhelm Leist galt als ein hervorragender Lehrer des römischen Rechts und Anhänger der historischen Schule Hugos und Savignys. Er verfasste grundlegende Studien zum römischen und indogermanischen Recht. Für sein Wirken erhielt er zahlreiche Auszeichnungen. Er wurde zum Geheimen Justizrat und zum Ritter des Herzoglich Sachsen-Ernestinischen Hausordens sowie des Hausorden vom Weißen Falken erster Klasse ernannt.
Sein Sohn war der Rechtswissenschaftler Gerhard Alexander Leist (1862–1918).

## Schriften (Auswahl)
- Historia bonorum possessionis secundum tabulas. Göttingen 1841 (Dissertation)
- Die Bonorum possessio. Ihre geschichtliche Entwicklung und heutige Geltung. Zwei Bände, Göttingen 1844–1848
- Ueber die Entwicklung eines positiven gemeinen Rechtes in der civilisirten Menschheit. Basel 1846 (Antrittsrede)
- Versuch einer Geschichte der Römischen Rechtssysteme. Rostock/Schwerin 1850
- Civilistische Studien auf dem Gebiete der dogmatischen Analyse. Vier Bände, Jena 1854–1877
- Ueber die Natur des Eigenthums. Jena 1859
- Naturalis ratio und Natur der Sache. Jena 1860
- Mancipation und Eigenthumstradition. Jena 1865
- Das prätorische Erbsystem im classischen, nachclassischen und heutigen Recht. Erlangen 1873
- mit Glück, Mühlenbruch und Eduard Fein: Ausführliche Erläuterung der Pandecten nach Hellfeld. Fünf Bände, Erlangen 1870–1879 (darin: Der römische Erbrechtsbesitz; Das römische Patronatsrecht)
- Zur Geschichte der römischen Societas. Jena 1881. Nachdruck Osnabrück 1970
- Graeco-italische Rechtsgeschichte. Jena 1884. Nachdruck Aalen 1964
- Alt-arisches ius gentium. Jena 1889. Nachdruck Innsbruck 1978
- Alt-arisches ius civile. Zwei Bände, Jena 1892–1896